# Клуб Олимпо
Клуб Олимпо, известен и като Олимпо де Баия Бланка (на испански: Club Olimpo, Olimpo de Bahía Blanca) е аржентински спортен клуб от Баия Бланка.

## История
Клубът е основан на 15 октомври 1910 г. Двата основни спорта, които развива са баскетбол и футбол. От 50-те години на 20 век градът е считан за аржентинската столица на баскетбола и голяма част от средствата на клуба се влагат в този спорт. Популярността на футболния отбор нараства стремглаво в края на 90-те години, когато той се изкачва все по-нагоре в аржентинската футболната пирамида, за да се стигне до 2002 г., когато Олимпо печели за първи път право да играе в Примера дивисион. До края на десетилетието отборът се лута между първа и втора дивизия, за да се стигне до шестия кръг на турнира Клаусура, когато Олимпо побеждава като гост Бока Хуниорс и за първи път в историята си става едноличен временен водач в класирането. В това първенство Олимпо финишира на четвърто място, което е най-доброто му класиране.

## Успехи
- Примера Б Насионал
  - Шампион (4): 2002, 2007 А, 2007 К, 2010
- Торнео дел Интериор
  - Шампион (1): 1989
- Лига дел Сур
  - Шампион (27): 1921, 1949, 1950, 1951, 1952, 1953, 1954, 1955, 1962, 1965, 1966, 1968, 1976, 1977, 1978, 1979, 1980, 1981, 1982, 1983, 1984, 1985, 1986, 1987, 1988, 1995, 2009
- Торнео Регионал
  - Шампион (2): 1984, 1985

## Рекорди
- Най-много мачове в Примера дивисион: Алехандро Делорте (142)
- Най-много голове в Примера дивисион: Алехандро Делорте (25)
- Най-голяма победа
  - в Примера дивисион: 4:0 срещу Ривър Плейт (2007) и Уракан (2010)
  - в Примера Б Насионал: 5:0 срещу Алдосиви (1996)
- Най-голяма загуба
  - в Примера дивисион: 0:6 срещу Естудиантес (2002)
  - в Примера Б Насионал: 1:7 срещу Белграно (1997)

## Известни играчи
- Алехандро Делорте
- Карлос Роа
- Марсело Ескудеро